# 17è Festival Internacional de Cinema de Canes
El 17è Festival Internacional de Cinema de Canes es va dur a terme del 29 d'abril al 14 de maig de 1964. En aquesta ocasió la Palma d'Or fou reanomenada "Grand Prix du Festival International du Film", denominació que mantindrà fins l'edició de 1974, quan recuperarà el nom de Palma d'Or.
El Grand Prix fou atorgat a Les Parapluies de Cherbourg de Jacques Demy. El festival va obrir amb Cent mille dollars au soleil, dirigida per Henri Verneuil.

## Jurat

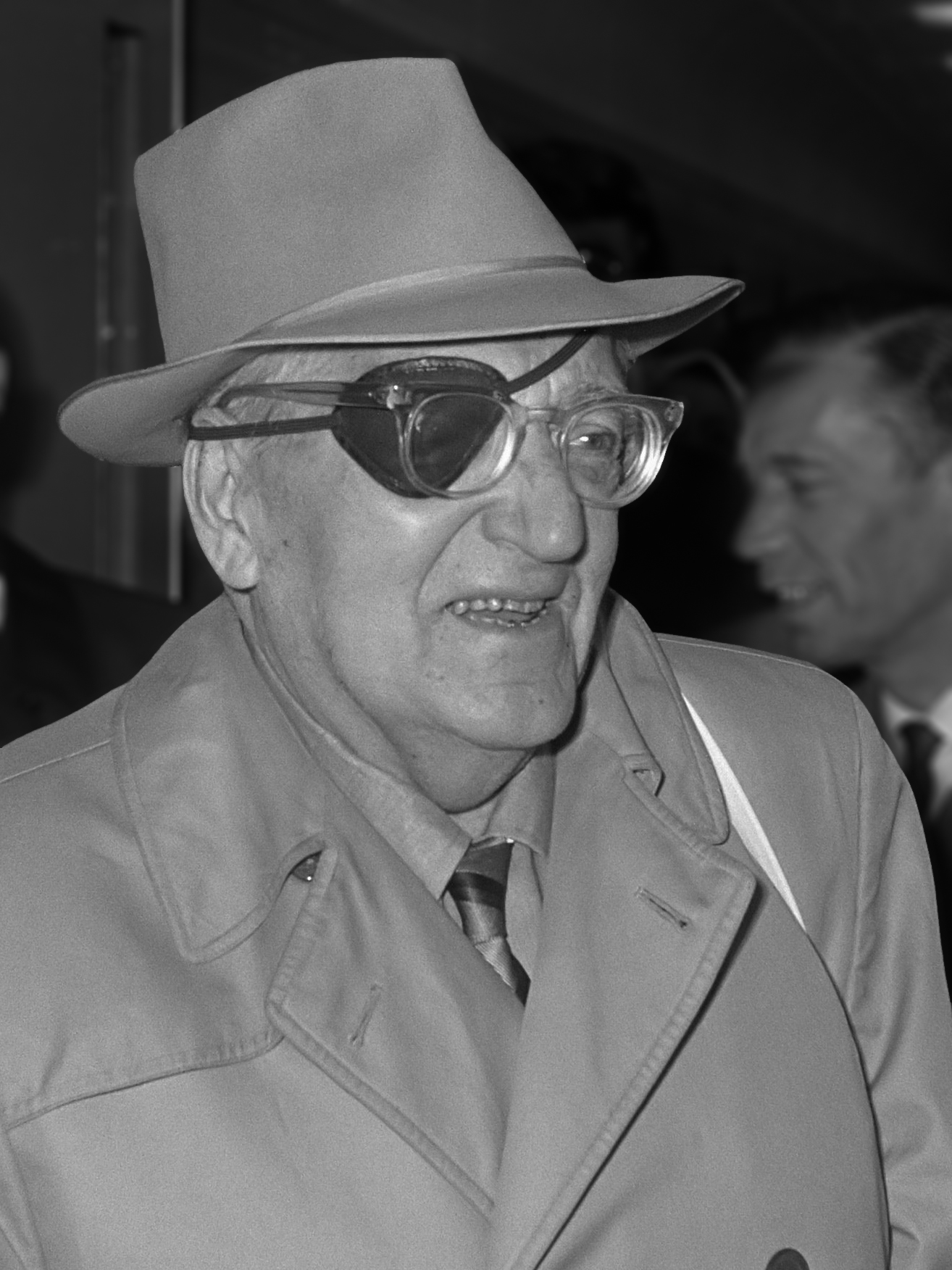
Fritz Lang, president del jurat

Les següents persones foren nomenades per formar part del jurat en la competició de 1964:
Jurat de pel·lícules
- Fritz Lang (RFA) President
- Charles Boyer (França) Vice President
- Joaquín Calvo Sotelo (Espanya)
- René Clément (França)
- Jean-Jacques Gautier (França) (periodista)
- Alexandre Karaganov (Soviet Union) (crític)
- Lorens Marmstedt (Suècia)
- Geneviève Page (França)
- Raoul Ploquin (França)
- Arthur M. Schlesinger, Jr. (EUA)
- Véra Volmane (França) (periodista)

Jurat de curtmetratges
- Jean-Jacques Languepin (França) Vice President
- Jiří Brdečka (Czechoslovakia)
- Robert Ménégoz (França)
- Hubert Seggelke (RFA)
- Alex Seiler (Suïssa)

## Selecció oficial

### En competició - pel·lícules
Les següents pel·lícules competien pel Grand Prix:
- Taiheiyo hitori-botchi de Kon Ichikawa
- La donna scimmia de Marco Ferreri
- Vidas Secas de Nelson Pereira dos Santos
- Deus e o Diabo na Terra do Sol de Glauber Rocha
- Krik de Jaromil Jireš
- Die Tote von Beverly Hills de Michael Pfleghar
- Pacsirta de László Ranódy
- La niña de luto de Manuel Summers
- Cent mille dollars au soleil de Henri Verneuil
- Ia xagaiu po Moskve de Guiorgui Danelia
- El laila el akhira de Kamal El Sheikh
- Primero yo de Fernando Ayala
- Mujhe Jeene Do de Moni Bhattacharjee
- One Potato, Two Potato de Larry Peerce
- Pasażerka d'Andrzej Munk
- The Pumpkin Eater de Jack Clayton
- Kvarteret Korpen de Bo Widerberg
- Ta Kokkina fanaria de Vasilis Georgiadis
- Sedotta e abbandonata de Pietro Germi
- La peau douce de François Truffaut
- Les Parapluies de Cherbourg de Jacques Demy
- Tetri karavani d'Eldar Xengelaia i Tamaz Meliava
- Suna no onna de Hiroshi Teshigahara
- The World of Henry Orient de George Roy Hill
- The Visit de Bernhard Wicki

### Pel·lícules fora de competició
Les següents pel·lícules foren seleccionades per ser exhibides fora de la competició:
- The Fall of the Roman Empire d'Anthony Mann
- Skoplje '63 de Veljko Bulajić
- Le voci bianche de Pasquale Festa Campanile i Massimo Franciosa

### Curtmetratges en competició
Els següents curtmetratges competien per Palma d'Or al millor curtmetratge:
- 1,2,3... de Gyula Macskássy, Gyorgy Varnai
- Age Of The Buffalo d'Austin Campbell
- Clair obscur de Georges Sluizer
- Dawn Of The Capricorne d'Ahmad Faroughy-Kadjar
- Flora nese smrt de Jiri Papousek
- Help ! My Snowman's Burning Down de Carson Davidson
- Himalayan Lakes de Dr. Gopal Datt
- Kedd de Mark Novak
- La douceur du village de François Reichenbach
- La fuite en Egypte de Waley Eddin Sameh
- Lacrimae rerum de Nicolas Nicolaides
- Lamb de Paulin Soumanou Vieyra
- Las murallas de Cartagena de Francisco Norden
- Le prix de la victoire (Défi)ja:渋谷昶子 de Nobuko Shibuya
- Li mali mestieri de Gianfranco Mingozzi
- Marines Flamandes de Lucien Deroisy
- Max Ernst Entdeckungsfahrten ins Unbewusste de Carl Lamb, Peter Schamoni
- Medju oblacima de Dragan Mitrovic
- Memoria Traudafirului de Sergui Nicolaesco
- Sillages de Serge Roullet
- The Peaches de Michael Gill
- The Raisin Salesman de William Melendez

## Secció paral·lela

### Setmana Internacional de la Crítica
Les següents persones foren seleccionades per ser exhibides en la 3a Setmana Internacional de la Crítica (3e Semaine de la Critique):
- Prima della rivulozione de Bernardo Bertolucci
- Ganga Zumba de Carlos Diégues
- Goldstein de Philip Kaufman, Benjamin Manaster
- La Herencia de Ricardo Alventosa
- Joseph Killian de Pavel Juracek, Jan Schmidt
- Die Parallelstrasse de Ferdinand Khitti
- O necem jinem de Vera Chytilová
- Point of Order d'Emile de Antonio
- La nuit du bossu de Farokh Ghafari
- La vie à l'envers d'Alain Jessua

## Premis

### Premis oficials
Els guardonats en les seccions oficials de 1964 foren:
- Grand Prix du Festival International du Film: Les Parapluies de Cherbourg de Jacques Demy
- Premi especial del jurat: Suna no onna de Hiroshi Teshigahara
- Millor actriu:
  - Barbara Barrie per One Potato, Two Potato
  - Anne Bancroft per The Pumpkin Eater
- Millor actor:
  - Antal Páger per Pacsirta
  - Saro Urzì per Sedotta e abbandonata
- Menció especial: Andrzej Munk per Pasażerka i la totalitat de la seva obra

Curtmetratges
- Grand prix du Jury: Le prix de la victoire de Nobuko Shibuya i La douceur du village de François Reichenbach
- Prix spécial du Jury: Help ! My Snowman's Burning Down de Carson Davidson i Sillages de Serge Roullet
- Premi Tècnic al Curtmetratge: Dawn Of The Capricorne d'Ahmad Faroughy-Kadjar

### Premis Independents
FIPRESCI
- Premi FIPRESCI: Pasażerka d'Andrzej Munk

Commission Supérieure Technique
- Gran Premi Tècnic:
  - Les Parapluies de Cherbourg de Jacques Demy
  - Die Tote von Beverly Hills de Michael Pfleghar

Premi OCIC
- Les Parapluies de Cherbourg de Jacques Demy
- Vidas Secas de Nelson Pereira dos Santos

Premi Kodak al curtmetratge
- Lacrimae rerum de Nicolas Nicolaides

## Mèdia
- INA: Apertura del festival de 1964 (francès)
- INA: Arrivée des personnalités au Palais des festivals (francès)
- INA: Llista de guanyadors del festival de 1964 (francès)